# Parergon
Als Parerga (Plural von altgriech. πάρεργον parergon „Beiwerk, Nebenwerk“) werden Anhänge, Beiwerke und Sammlungen kleinerer Schriften bezeichnet. Oftmals stellen diese Ergänzungen zu anderen Werken dar.
Der Begriff ist dadurch geläufiger, dass einige Werke ihn im Titel tragen, so etwa Arthur Schopenhauers Parerga und Paralipomena oder Max Stirners Parerga, Kritiken, Repliken. 
Zudem verwendet ihn Jacques Derrida, siehe auch Paratext.
Richard Strauss verwendet ihn in seinem Parergon zur Sinfonia Domestica, Op. 73 für Klavier und Orchester.
Im kunstgeschichtlichen Kontext versteht man unter Parerga die Figuren- und Tier-Staffage in den Landschafts-Bildern, vorwiegend in den Ideal- und Prospekt-Landschaften des 17.–19. Jahrhunderts.